# Hold Your Colour (álbum de Pendulum)
Hold Your Colour es el álbum debut de la banda australiana/británica de drum and bass/rock electrónico Pendulum. Fue lanzado el 25 de julio de 2005 y relanzado el 16 de julio de 2007 mediante el sello Breakbeat Kaos.
El álbum cuenta con colaboraciones con artistas como los DJs Fresh y TC, los MCs $pyda y Fats, vocalistas de Freestylers y Halogen, y guitarristas de las bandas Karnivool y Concord Dawn, junto a Peredur ap Gwynedd.

## Lanzamiento
Cinco sencillos se produjeron a partir del álbum, incluyendo "Slam"/"Out Here", el primer sencillo de Pendulum que alcanzó llegar al top 40 en el UK Singles Chart. Además, un sencillo que no pertenece a algún álbum, "Blood Sugar"/"Axle Grinder", lanzado el 18 de junio de 2007, sustituyó más tarde a "Another Planet" y "Still Grey" en la reedición de Hold Your Colour debido a su popularidad.
De lo contrario, el LP fue lanzado como un triple 12", y contiene, junto con "Hold Your Colour", todas las pistas que no aparecían en algún sencillo. Un LP promocional contenía también el sencillo "Slam/Out Here".

## Recepción
El álbum recibió atención crítica muy positiva tanto en Australia y el Reino Unido, convirtiéndose en uno de los mejores discos de drum and bass de todos los tiempos, junto con New Forms de Roni Size. 225.000 copias de Hold Your Colour se vendieron en el Reino Unido. El 25 de mayo de 2008 entró en el top 40 de las listas británicas, por primera vez, alcanzando el número 29 el 16 de agosto.
"Slam" apareció en la banda sonora del videojuego MotorStorm de la consola PlayStation 3, y el bipolar remix de "Hold Your Colour" fue incluido en FIFA Street 2, Dance Dance Revolution Universe en la consola Xbox 360 y en el episodio estreno de la serie de Sky 1 Gladiators. También ha aparecido en el relanzamiento de Nine's Wide World of Sports como un outro al espectáculo y como un precursor de las interrupciones publicitarias. La canción "Tarantula" apareció en la serie dramática australiana de televisión Underbelly, en un episodio de la serie británica Skins y CSI: Miami, y en la banda sonora del videojuego MotorStorm: Pacific Rift.

## Lista de canciones
| Lanzamiento original |                                               |          |  |
| N.º                  | Título                                        | Duración |  |
| 1.                   | «Prelude»                                     | 0:52     |  |
| 2.                   | «Slam»                                        | 5:44     |  |
| 3.                   | «Plasticworld» (con Fats y TC)                | 6:21     |  |
| 4.                   | «Fasten Your Seatbelt» (con Freestylers)      | 6:38     |  |
| 5.                   | «Through the Loop»                            | 6:13     |  |
| 6.                   | «Sounds of Life» (con Jasmine Yee de Halogen) | 5:21     |  |
| 7.                   | «Girl in the Fire»                            | 4:53     |  |
| 8.                   | «Tarantula» (con Fresh, $pyda y Tenor Fly)    | 5:31     |  |
| 9.                   | «Out Here»                                    | 6:07     |  |
| 10.                  | «Hold Your Colour»                            | 5:28     |  |
| 11.                  | «The Terminal»                                | 5:42     |  |
| 12.                  | «Streamline»                                  | 5:23     |  |
| 13.                  | «Another Planet»                              | 7:38     |  |
| 14.                  | «Still Grey»                                  | 7:51     |  |

### Reedición de 2007
En la reedición de 2007, "Blood Sugar" y "Axle Grinder" tomaron el lugar de "Another Planet" y "Still Grey". La reedición contiene también erróneamente segundos de silencio al final de cada pista, haciendo que el álbum pierda su sentido original de flujo

| Reedición de 2007 |                |          |  |
| N.º               | Título         | Duración |  |
| 13.               | «Blood Sugar»  | 5:17     |  |
| 14.               | «Axle Grinder» | 4:10     |  |

### Edición de vinilo
La versión en vinilo tiene una orden de pista diferente y omite pistas que se publicaron anteriormente como sencillos, aparte de "Hold Your Colour".

| Edición de vinilo |                                               |      |          |  |
| N.º               | Título                                        | Lado | Duración |  |
| 1.                | «Hold Your Colour»                            | A    | 5:28     |  |
| 2.                | «Girl in the Fire»                            | B    | 4:53     |  |
| 3.                | «Through the Loop»                            | C    | 6:13     |  |
| 4.                | «Plasticworld» (con Fats y TC)                | D    | 6:21     |  |
| 5.                | «The Terminal»                                | E    | 5:42     |  |
| 6.                | «Sounds of Life» (con Jasmine Yee de Halogen) | F    | 5:21     |  |

## Personal
Pendulum
- Rob Swire – vocales, guitarra, sintetizadores, piano Rhodes, compositor, producción
- Gareth McGrillen – compositor, producción
- Paul Harding – compositor, producción

Brass section
- Pablo  Mendelssohn – Trompetista en "Plasticworld" & "Tarantula"
- James Morton – Saxófono alto en "Plasticworld" & "Tarantula"
- Jonathan Shendy – Saxófono tenor en "Plasticworld" & "Tarantula"
- Tim Smart – Trombón en "Plasticworld" & "Tarantula"

Personal adicional
- Singing Fats – vocal en "Plasticworld"
- Tom Casswell – vocal, escritor y productor adicional en "Plasticworld"
- Matt Cantor – vocal, escritor y productor adicional en "Fasten Your Seatbelt"
- Aston Harvey – vocal, escritor y productor adicional en "Fasten Your Seatbelt"
- Jasmine Yee – vocal e "Sounds of Life"
- Peredur ap Gwynedd – guitarra en "Girl in the Fire"
- Dan "Fresh" Stein – escritor y productor adicional en "Tarantula"
- Jonathan "Tenor Fly" Sutter – vocal en "Tarantula"
- Colin "$pyda" Griffith – vocal en "Tarantula"
- Andrew Goddard – guitarra en "Hold Your Colour"
- Jon Stockman – bajo en "Hold Your Colour"
- Evan Short – guitarra en "Still Grey"
- Matt White – escritor y productor adicional en "Blood Sugar"
- Stuart Hawkes – masterizado

## Samples
- Las pistas "Prelude", "Slam" y "Axle Grinder" usan samples de la serie de televisión estadounidense The Twilight Zone. Samples similares a las de "Slam" se leen en voz alta en "Rock Civilization" de Headhunterz.
- La pista "Fasten Your Seatbelt" utiliza un sample de la canción "Go Home Soundboy" de Buju Banton y Cocoa Tea, y una muestra de Doctor Octopus de la película Spider-Man 2.
- La pista "Through the Loop" utiliza samples de la película de 1971 Willy Wonka y la fábrica de chocolate, y una pequeña sección del canto de las ballenas.
- La canción "Hold Your Colour" utiliza un sample vocal de "Lycaeum", una canción que Rob Swire y Gareth McGrillen hacen con Karl Thomas y Jay Burns (mejor conocido más tarde como el drum & bass dúo "ShockOne") en Xygen, su anterior banda de metal.
- La pista "Another Planet" utiliza un sample de la narración de Richard Burton en Jeff Wayne's Musical Version of The War of the Worlds y un sample de batería de la canción de Megadeth "Skin o' My Teeth".
- La pista "Girl In The Fire" contiene un sample de la canción de 1991 "The Choice is Yours" por Black Sheep.
- La pista "Prelude" se utiliza como un sample de la estación de radio con sede en Los Ángeles KIIS-FM.

## Historial de lanzamientos
| Región      | Fecha de lanzamiento | Formato              | Catálogo  |
| ----------- | -------------------- | -------------------- | --------- |
| Reino Unido | 25 de julio de 2005  | 12" LP               | BBK002LP  |
| Reino Unido | 25 de julio de 2005  | 12" LP               | BBK002LPD |
| Mundial     | 1 de agosto de 2005  | CD, descarga digital | BBK002CD  |
| Mundial     | 16 de julio de 2007  | CD, descarga digital | BBK002CDR |

## Posicionamiento en listas
| Listas (2008)                         | Posición más alta |
| ------------------------------------- | ----------------- |
| Australia (ARIA Chart)                | 40                |
| Reino Unido (Official Charts Company) | 29                |